# Geestelijke dood
De geestelijke dood is een theologisch dogma dat binnen de orthodox-protestantse wereld wel wordt aangehangen. Hierbij gaat men ervan uit dat de mens bestaat uit drie onderdelen: lichaam, ziel en geest. Het lichaam is door God gevormd, de ziel vormt de menselijke persoonlijkheid en de geest stelt de mens in staat om zich met de geestelijke wereld en de Geest van God te verbinden.
Het theologische kader waarbinnen de geestelijke dood wordt aangevoerd gaat uit van het volgende. Iedereen had in het paradijs een levende geest, maar als straf voor de menselijke zonden wordt sinds de zondeval ieder mens met een dode geest geboren en is daarom los van God. Doordat mensen God en Zijn wil niet kennen, is men geneigd om in zonde te leven, ofwel geneigd om dingen te doen die God niet wil dat men doet. Maar wie tot geloof komt en zich voortaan probeert te distantiëren van zijn vroegere leven, wordt in geestelijke zin opnieuw geboren. Men is dan niet langer geestelijk dood, maar zijn dode menselijke geest is tot leven gewekt en de verbroken relatie tussen God en mens is weer hersteld.